# Offensive de Budapest
Notes
Front de l'Est de la Seconde Guerre mondiale
Batailles
Front de l’Est

Prémices :
- Campagne de Pologne
- Guerre d’Hiver

Guerre germano-soviétique :
- 1941 : L'invasion de l'URSS

- Opération Barbarossa

Front nord : 
- Guerre de Continuation
- Opération Silberfuchs
- Siège de Léningrad

Front central : 
- 2e bataille de Brest-Litovsk
- Bataille de Białystok–Minsk
- 1re bataille de Smolensk
- Bataille de Kiev

Front sud : 
- Siège d'Odessa
- Campagne de Crimée

- 1941-1942 : La contre-offensive soviétique

Front nord : 
- Poche de Demiansk
- Poche de Kholm

Front central : 
- Bataille de Moscou

Front sud : 
- Seconde bataille de Kharkov

- 1942-1943 : De Fall Blau à 3e Kharkov

Front nord : 
- Offensive de Siniavino
- Opération Iskra
- Bataille de Krasny Bor
- Opération Poliarnaïa Zvezda

Front central : 
- Opération Mars

Front sud : 
- Bataille du Caucase (opération Fall Blau)
- Bataille de Stalingrad
- Opération Uranus
- Opération Saturne
- Offensive d'Ostrogojsk-Rossoch
- Offensive de Voronej-Kastornoe
- Opération Gallop
- Opération Étoile
- Troisième bataille de Kharkov

- 1943-1944 : Libération de l'Ukraine et de la Biélorussie

Front central : 
- 2e bataille de Smolensk
- Opération Bagration

Front sud : 
- Bataille de Koursk
- Bataille du Dniepr
- Offensive Dniepr-Carpates
- Offensive de Crimée
- Offensive de Lvov-Sandomir

- 1944-1945 : Campagnes d'Europe centrale et d'Allemagne

Allemagne : 
- Offensive Vistule-Oder
- Offensive de Poméranie orientale
- Siège de Breslau
- Offensive de Prusse-Orientale
- Bataille de Königsberg
- Bataille de Seelow
- Bataille de Bautzen
- Bataille de Berlin
- Capitulation allemande

Front nord et Finlande : 
- Guerre de Laponie
- Offensive Leningrad-Novgorod
- Bataille de Narva

Europe orientale : 
- Opération Margarethe
- Insurrection de Varsovie
- Soulèvement national slovaque
- Opération Panzerfaust
- Bataille de Budapest
- Opération Frühlingserwachen
- Offensive de Vienne
- Insurrection de Prague
- Offensive de Prague
- Bataille de Slivice

Front d’Europe de l’Ouest

Campagnes d'Afrique, du Moyen-Orient et de Méditerranée

Bataille de l’Atlantique

Guerre du Pacifique

Guerre sino-japonaise

Théâtre américain
L'offensive de Budapest est une offensive menée par l'armée soviétique et ses supplétifs roumains contre l'Allemagne nazie et la Hongrie, qui s'étala du 29 octobre 1944 jusqu'à la chute de la ville le 13 février 1945. Ce fut l'une des offensives les plus difficiles et les plus compliquées que l'armée soviétique ait menée en Europe centrale. Cet affrontement aboutit à une victoire décisive pour l'URSS, qui mit hors de combat le dernier allié politique européen de l'Allemagne nazie et accéléra considérablement la fin de la Seconde Guerre mondiale en Europe.

## Prélude
Après avoir sécurisé la Roumanie lors de l'offensive d'été Iasi-Kishinev, les forces soviétiques poursuivent leur poussée dans les Balkans. L'Armée rouge occupe Bucarest le 31 août, puis avance vers l'ouest à travers les montagnes des Carpates en Hongrie et vers le sud en Bulgarie, avec des parties rejoignant les partisans yougoslaves dans l'offensive de Belgrade. Lors de ces opérations, les forces de l'Armée rouge repoussent les réserves allemandes de l'axe central Varsovie - Berlin, encerclent et détruisent le 6e armée allemande (pour la deuxième fois) et forcent à la retraite vers l'ouest en Hongrie le groupe d'armées Ukraine du Sud et la 8e armée allemande.

## L'offensive
À partir d'octobre 1944, les 2e, 3e et 4e fronts ukrainiens avancent en Hongrie. Après avoir isolé la capitale hongroise fin décembre, les Soviétiques assiègent et attaquent Budapest. Le 13 février 1945, la ville tombe.
Selon les documents historiques, l'offensive de Budapest peut être divisée en cinq périodes:
- La première (29 octobre 1944 - 3 novembre 1944) et la deuxième période (7 novembre 1944 - 24 novembre 1944) sont marquées par les deux grandes offensives du 2e front ukrainien, menées par Rodion Malinovski. Les batailles de ces deux périodes ont été exceptionnellement sanglantes et féroces, car les Allemands ont offert une forte résistance contre l'assaut soviétique. Bien que l'Armée rouge ait réussi à gagner un territoire considérable, elle n'a pas réussi à capturer Budapest, en raison de la résistance allemande féroce et de son propre manque de force offensive.
- Au cours de la troisième période (3 décembre 1944 - 26 décembre 1944), le 3e front ukrainien de Fiodor Tolboukhine atteint le Danube après la libération de Belgrade et renforce ainsi considérablement la puissance offensive soviétique en Hongrie. Disposant désormais de forces adéquates, les fronts soviétiques lancent une attaque sur deux fronts au nord et au sud de Budapest, encerclant finalement la ville et piégeant environ 79 000 soldats allemands et hongrois à l'intérieur de la poche de Budapest[7]
- La quatrième période (1er janvier 1945 – 26 janvier 1945) est marquée par une série de contre-offensives fortes intenses par des renforts allemands pour tenter de lever le siège de Budapest. Certaines unités allemandes réussissent à pénétrer profondément dans la périphérie de la ville, à seulement 25 km de la capitale hongroise. Cependant, les Soviétiques parviennent à résister à toutes les attaques allemandes et à maintenir leur encerclement.
- Enfin, dans la cinquième période (27 janvier 1945 – 13 février 1945), les Soviétiques rassemblent leurs forces pour éliminer les défenseurs assiégés de la ville. Les troupes allemandes luttent encore environ un demi-mois avant de se rendre le 13 février 1945, mettant ainsi fin à quatre mois de combats sanglants dans la région de Budapest. Sur les 79 000 défenseurs estimés, moins de 1 000 ont réussi à éviter la mort ou la captivité.

Après l'offensive de Budapest, les principales forces du groupe d'armées Sud se sont pratiquement effondrées. La route de Vienne, de la Tchécoslovaquie et de la frontière sud de l'Allemagne sera largement ouverte aux Soviétiques et à leurs alliés.
Selon les affirmations soviétiques, les Allemands et les Hongrois à Budapest ont perdu 49 000 soldats, 110 000 ont été capturés et 269 chars détruits.

## Conséquences
La plupart des forces allemandes dans la région étant détruites, des troupes sont précipitées du front occidental et, en mars, les Allemands lancent leur dernière grande offensive, l'opération Frühlingserwachen (Unternehmen Frühlingserwachen) dans la région du lac Balaton. Les objectifs ambitieux de cette opération sont de protéger l'une des dernières régions productrices de pétrole disponibles pour l'Axe et de reprendre Budapest. Aucun des deux objectifs ne sera atteint.